# 왕해경
왕해경(1977년 ~ )은 대한민국의 국악인, 가수다.

## 방송
- 쇼퀸 (2023) - Top30

## 음반
- 박찬범의 음악세계 (2019)
- 초혼 (招魂) (2020)
- 시르렁 (2021)

### 고스트윈드
- KR (2005)

### 꽃보다 X4
- 쇼퀸 2라운드 PART 2 (2023)

## 공연
- 춘향전 - 춘향 역

## 영화
- 휘모리 (1994) - 특별출연

## 수상
- 창작국악경연대회 대상 (2004)
- 전국판소리명창경연대회 일반부 최우수상 (1996)
- 서울청소년국악경연대회 장원 (1996)